# Pere Lluís Alemany Pasqual
Pere Lluís Alemany Pasqual "Malec" (Campanet, 1832 - Palma, 1904) va ser un jornaler del camp i glosador.
Pere Lluís Alemany feia de bracer i era analfabet. Recorregué els pobles de Mallorca participant en combats de glosadors, enfrontant-se als millors glosadors del seu temps. Destacà per les gloses humorístiques i de picat, de to suficient i divertit. Al llarg de la seva vida va compondre milers de gloses, però no varen ser recollides mai per escrit i sols n'han restes testimonis dispersos en la tradició oral. Els seus germans Joan Maria Alemany Pasqual (Campanet, 1827-1901) i Guillem Alemany Pasqual (Campanet, 1834-1899) també destacaren com a glosadors de picat.
| «                                    | Dau beure en el qui té set. o s'ofega o no s'ofega, jo vull que la gent conega en Malec de Campanet. | » |
| — Pere Lluís Alemany Pasqual "Malec" | |   |